# Gorjului
Gorjului – stacja metra w Bukareszcie, na linii M3. Stacja została otwarta w 1991.